# 瑪麗·德·博亨
瑪麗·德·博亨（Mary de Bohun，約1370年－1394年6月4日）是英格蘭國王亨利四世的第一任妻子。因為她在亨利四世登上王位前就去世，瑪麗·德·博亨從未成為英格蘭王后。
瑪麗·德·博亨是赫里福德伯爵漢弗萊·德·博亨的次女，她的姊姊埃莉諾·德·博亨嫁給愛德華三世的幼子伍德斯托克的托馬斯。1381年瑪麗與亨利·「博靈布羅克」結婚，兩人育有4子2女。1394年瑪麗於彼得伯勒城堡去世，年僅24歲左右。

## 子女
- 亨利五世（1386－1422）
- 克拉倫斯公爵托馬斯（1387－1421）
- 貝德福德公爵約翰（1389－1435）
- 格洛斯特公爵漢弗萊（1390－1447）
- 布蘭奇（1392－1409）
- 菲莉琶（1394－1430）